# Thalictrum minus
Il pigamo minore (nome scientifico Thalictrum minus L. 1753) è una pianta perenne, dai piccoli fiori, appartenente alla famiglia delle Ranunculaceae.

## Etimologia
Per il significato del termine generico (thalictrum) si deve risalire a Dioscoride (40 – 90), medico, botanico e farmacista greco che esercitò a Roma, o a Plinio (23 – 79), scrittore naturalista romano, che entrambi nella forma di “thalictron” indicavano queste piante alludendo probabilmente (ma la cosa è controversa) alla loro fioritura precoce (”thallein” = rinverdire, mentre ”ictar” = presto) o al colore verde-gaio dei teneri germogli. L'epiteto specifico (minus) si riferisce alle dimensioni dei fiori.

Il binomio scientifico attualmente accettato (Thalictrum minus) è stato proposto da Carl von Linné (1707 –  1778) biologo e scrittore svedese, considerato il padre della moderna classificazione scientifica degli organismi viventi, nella pubblicazione ”Species Plantarum” del 1753.

## Descrizione

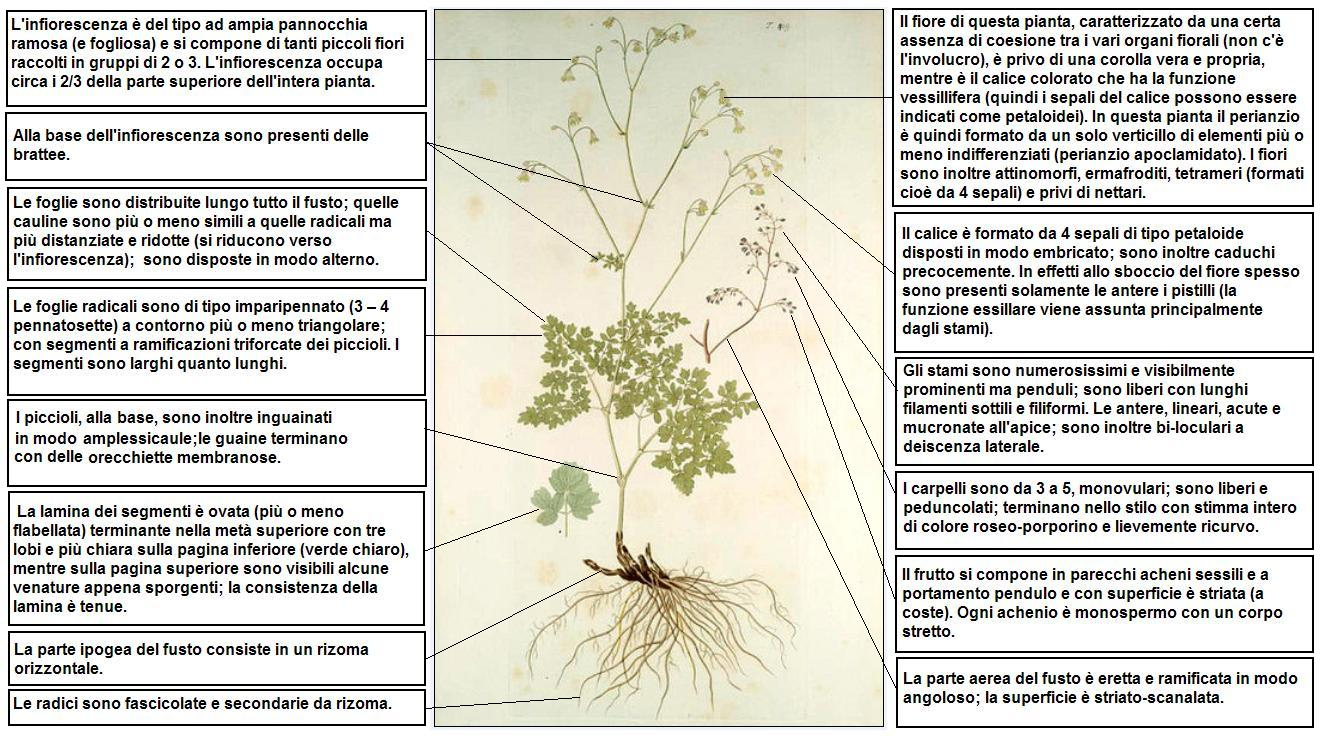
Descrizione delle parti della pianta

Sono piante erbacee, perenni la cui altezza può arrivare a da 2 a 5 dm (massimo 12 dm).  La forma biologica è definita come emicriptofita scaposa (H scap), ossia sono piante erbacee perenni, con gemme svernanti al livello del suolo e protette dalla lettiera o dalla neve, dotate di un asse fiorale eretto e spesso privo di foglie. Queste piante sono fondamentalmente glabre e inodore.

### Radici
Le radici sono fascicolate e secondarie da rizoma.

### Fusto
- Parte ipogea: consiste in un rizoma orizzontale.
- Parte epigea: la parte aerea del fusto è eretta e ramificata in modo angoloso; la superficie è striato-scanalata.

### Foglie

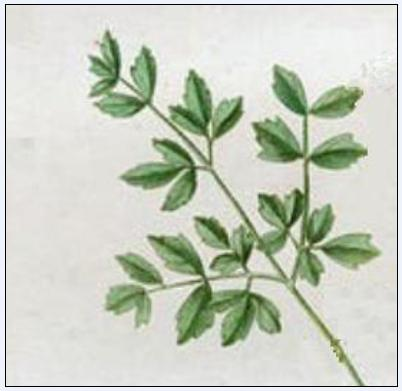
Le foglie

- Foglie basali: le foglie radicali sono di tipo imparipennato (3 – 4 pennatosette) a contorno più o meno triangolare; con segmenti a ramificazioni triforcate dei piccioli. I segmenti sono larghi quanto lunghi. I piccioli, alla base, sono inoltre inguainati in modo amplessicaule; le guaine terminano con delle orecchiette membranose. La lamina dei segmenti è ovata (più o meno flabellata) terminante nella metà superiore con tre lobi e più chiara sulla pagina inferiore (verde chiaro), mentre sulla pagina superiore sono visibili alcune venature appena sporgenti; la consistenza della lamina è tenue. Dimensione del contorno della foglie completa: larghezza 10 – 25 cm; lunghezza 10 – 30 cm. Dimensione dei segmenti: larghezza dei segmenti: 6 – 12 mm; lunghezza 7 – 13 mm. Diametro delle guaine: 5 – 6 mm. Lunghezza delle orecchiette delle guaine: 2 mm.
- Foglie cauline: le foglie sono distribuite lungo tutto il fusto; quelle cauline sono più o meno simili a quelle radicali ma più distanziate e ridotte (si riducono verso l'infiorescenza);  sono disposte in modo alterno. Lunghezza del picciolo: 4 cm.

### Infiorescenza
L'infiorescenza è del tipo ad ampia pannocchia ramosa (e fogliosa) e si compone di tanti piccoli fiori raccolti in gruppi di 2 o 3. L'infiorescenza occupa circa i 2/3 della parte superiore dell'intera pianta. Alla base dell'infiorescenza sono presenti delle brattee. Lunghezza dei peduncoli: 1 – 4 cm. Dimensione dell'infiorescenza: 5 – 12 cm.

### Fiore
Il fiore di questa pianta, caratterizzato da una certa assenza di coesione tra i vari organi fiorali (non c'è l'involucro), è privo di una corolla vera e propria, mentre è il calice colorato che ha la funzione vessillifera (quindi i sepali del calice possono essere indicati come petaloidei). In questa pianta il perianzio è quindi formato da un solo verticillo di elementi più o meno indifferenziati (perianzio apoclamidato). I fiori sono inoltre attinomorfi, ermafroditi, tetrameri (formati cioè da 4 sepali) e privi di nettari. Il colore dei fiori è giallastro. Dimensione dei fiori: 3 – 5 mm (massimo 10 mm).
- Formula fiorale: per questa pianta viene indicata la seguente formula fiorale:

* K 4, C 0, A molti, G molti (supero)
- Calice: il calice è formato da 4 sepali di tipo petaloide disposti in modo embricato; sono inoltre caduchi precocemente. In effetti allo sboccio del fiore spesso sono presenti solamente le antere i pistilli (in questa situazione la funzione vessillare viene assunta principalmente dagli stami).
- Corolla: i petali sono assenti.
- Androceo: gli stami sono numerosissimi e visibilmente prominenti ma penduli; sono liberi con lunghi filamenti sottili e filiformi. Le antere, lineari, acute e mucronate all'apice; sono inoltre bi-loculari a deiscenza laterale; il colore delle antere è giallo. Lunghezza delle antere: 2 mm. Lunghezza degli stami: 6 mm.
- Gineceo: i carpelli sono da 3 a 5, monovulari (contengono un solo ovulo; sono liberi e peduncolati; terminano nello stilo con stimma intero di colore roseo-porporino e lievemente ricurvo. Dimensione dello stimma:  1 – 1,5 mm.
- Fioritura: da maggio a luglio.

### Frutti
Il frutto si compone in parecchi acheni sessili e a portamento pendulo e con superficie è striata (a coste). Ogni achenio è monospermo con un corpo stretto. Dimensione dell'achenio: 3,5 mm.

## Riproduzione
La riproduzione avviene tramite l'impollinazione garantita soprattutto dal vento (impollinazione anemofila). Anche se queste piante sono prive di nettare, diversi insetti, come api e vespe, si nutrono del suo polline per cui è probabile anche una certa fecondazione entomogama (impollinazione entomogama).

## Distribuzione e habitat

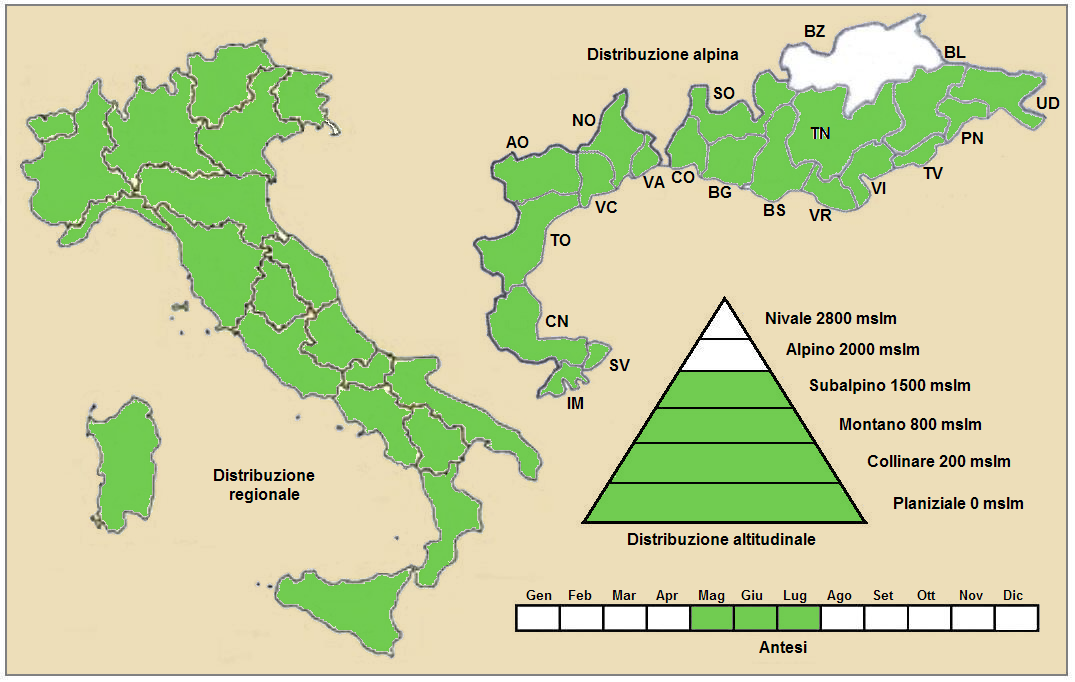
Distribuzione della pianta

- Geoelemento: il tipo corologico (area di origine) è Eurasiatico.
- Distribuzione: è una pianta comune in tutto il territorio italiano. Nelle Alpi è presente in tutte le province ad esclusione di Bolzano. Fuori dall'Italia (sempre nell'areale alpino) si trova in Francia (dipartimenti di Hautes-Alpes, Alpes-Maritimes, Savoia e Alta Savoia ), Svizzera (cantoni di Berna, Vallese, Ticino e Grigioni), Austria (tutti i Länder ad esclusione della Stiria) e Slovenia. Sugli altri rilievi europei è presente ovunque.
- Habitat: l'habitat tipico sono gli ambienti aridi e comunque i bordi dei boschi (querceti sub-mediterranei), cespuglietti e radure. Il substrato preferito è calcareo ma anche calcareo/siliceo con pH neutro, bassi valori nutrizionali del terreno che deve essere mediamente secco.
- Distribuzione altitudinale: sui rilievi queste piante si possono trovare fino a 1900 m s.l.m.; frequentano quindi i seguenti piani vegetazionali: collinare, montano e subalpino.

### Fitosociologia
Dal punto di vista fitosociologico la specie di questa voce appartiene 
alla seguente comunità vegetale:
Formazione: delle comunità delle macro- e megaforbie terrestri
Classe: Trifolio-Geranietea sanguinei
Ordine: Origanetalia vulgaris
Alleanza: Geranion sanguinei

## Tassonomia
Il genere Thalictrum comprende un centinaio di specie (una dozzina delle quali sono spontanee dei territori italiani) appartenenti soprattutto all'emisfero boreale. La famiglia delle Ranunculaceae invece comprende oltre 2000 specie distribuite su circa 47 generi (2500 specie e 58 generi secondo altre fonti). 

Secondo la suddivisione di questo genere fatta dal botanico americano Liberty Hyde Bailey (1858-1954) il “Pigamo minore” appartiene al “gruppo” delle Thalictrum nei quali il frutto è striato e sessile e al “sottogruppo” con stami a filamenti sottili, filiformi e antere lineari.

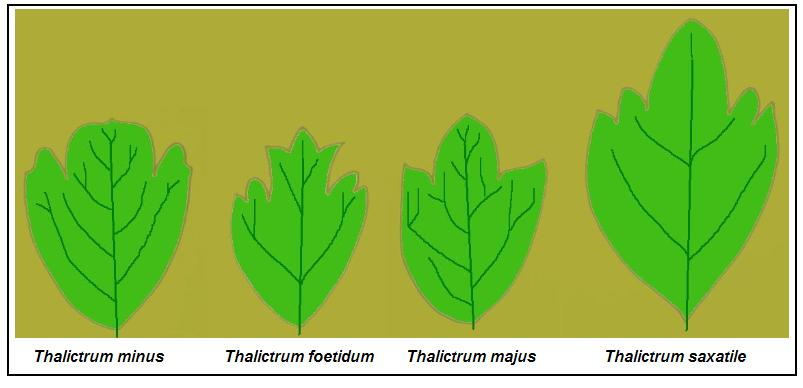
Forma delle foglie del Gruppo Thalictrum minus

Il Thalictrum minus è a capo del Gruppo di Th. Minus; gruppo che comprende (almeno nella flora spontanea italiana) quattro specie (oltre a quella di questa voce):
- Thalictrum foetidum L.
- Thalictrum majus Crantz
- Thalictrum saxatile DC.

Le specie di questo gruppo sono poliploidi, sono inoltre poco differenziate nella morfologia. Un elemento di distinzione è la forma della lamina dei segmenti delle foglie (vedi figura). Un altro componente spesso preso in considerazione per distinguere una specie dall'altra è il frutto; in genere vengono considerati i seguenti caratteri morfologici:
- il numero di coste;
- la lunghezza dello stimma (lo stimma è persistente al frutto);
- lunghezza e larghezza del frutto.

Uno studio fatto su questi caratteri biometrici (sulle specie europee) non ha però evidenziato differenze significative da un punto di vista tassonomico. La maggiore variabilità è stata riscontrata nella lunghezza dello stimma, mentre la lunghezza e la larghezza del frutto è risultata distribuita normalmente. Alcune correlazioni sono state rilevate tra le dimensioni del frutto e la latitudine e la longitudine (il frutto si accorcia verso Est, mentre si assottiglia verso Nord).

Il numero cromosomico di T. minus è: 2n = 28,  42.

### Variabilità
Nell'elenco che segue sono indicate alcune varietà (l'elenco può non essere completo e alcuni nominativi sono considerati da altri autori dei sinonimi della specie principale o anche di altre specie):
Sottospecie
- Th. minus subsp. appendiculatum (C.A.Mey.) Gubanov (1983)
- Th. minus subsp. arenarium (Butcher) A.R.Clapham (1952)
- Th. minus subsp. brevepubens (Jordan) Nyman (1878)
- Th. minus subsp. caffrum (Eckl. & Zeyh.) Hand (2001)
- Th. minus subsp. calcareum (Jordan) Rouy & Foucaud in Rouy (1893)
- Th. minus subsp. carpaticum (Kotula) V.Osvačilová (1982)
- Th. minus subsp. elatum (Jacq.) Kerguélen (1987)
- Th. minus subsp. flexuosum (Bernh. ex Rchb.) Krupkina (2001)
- Th. minus subsp. globiflorum (Ledeb.) Peschkova (1979)
- Th. minus subsp. kemense (Fr.) Cajander (1964): i pedicelli dell'infiorescenza sono più lunghi.
- Th. minus subsp. jacquinianum (Koch) Rouy & Foucaud in Rouy (1893)
- Th. minus subsp. majus (Crantz) Rouy & Foucaud (1893)
- Th. minus subsp. macrophyllum (V.V.Botschantz.) Krupkina (2001)
- Th. minus subsp. madritense (Pau) P.Monts.
- Th. minus subsp. maxwellii (Royle) Hand (2001)
- Th. minus subsp. montserratense (Pau) Cadevall & Sallent (1913)
- Th. minus subsp. odoratum (Gren.) Nyman (1878)
- Th. minus subsp. olympicum (Boiss. & Heldr.) Strid (1986)
- Th. minus subsp. pavlovii (Reverd.) N.Friesen (1993)
- Th. minus subsp. pratense (F.W.Schultz) Hand (2001)
- Th. minus subsp. pseudominus (Borbás) Soó  (1951)
- Th. minus subsp. pubescens (Schleich. ex DC.) Rouy & Foucaud (1893)
- Th. minus subsp. pyrenaicum (Jordan) A. Bolòs (1949)
- Th. minus subsp. saxatile Schinz & R.Keller, non Hook.f. (1909)
- Th. minus subsp. saxicola V.Osvačilová (1983)
- Th. minus subsp. subcuneatum (Pau) Cadevall & Sallent (1913)
- Th. minus subsp. thunbergii (DC.) Vorosch. (1985)
- Th. minus subsp. valentinum (O.Bolòs & Vigo) R.García Adá, G.López & P.Vargas (1995)

Varietà
- Th. minus var. amplissimum (H. Lév. & Vaniot) H. Lév. (1915)
- Th. minus var. arenicola V.Osvačilová (1983)
- Th. minus var. chionophyllum (Nakai ex Maekawa) Emura (1972)
- Th. minus var. foetidum (L.) Hook. f. & Thomson (1855)
- Th. minus var. glandulosum Koch
- Th. minus var. jabalambrense (Pau) R.García Adá, G.López & P.Vargas (1995)
- Th. minus var. hypoleucum (Siebold & Zucc.) Miq. (1867): la lamina dei segmenti è più grande.
- Th. minus var. nutans Regel ex Boiss
- Th. minus var. petrosum (Schur) V.Osvačilová (1982)
- Th. minus var. pyrenaicum (Jord.) O.Bolòs & Vigo (1974)
- Th. minus var. scabrivenum Oliv. (1868)
- Th. minus var. stipellatum (C.A. Mey. ex Maxim.) Tamura (1953)
- Th. minus var. thunbergii (DC.) Vorosch. (1985)
- Th. minus var. yamamotoi (Honda) Sugim. ex Kadota (2006)

Formati
- Th. minus fo. jacquinianum (W.D.J.Koch) Osvač. (1982)
- Th. minus fo. macrophyllum (Schur) V.Osvačilová (1982)

### Ibridi
Nell'elenco che segue sono indicati alcuni ibridi interspecifici:
- Thalictrum × medium Jacq. (1777) - Ibrido con Thalictrum flavum
- Thalictrum × rhaeticum Brügger (1880) - Ibrido con Thalictrum simplex

### Sinonimi
Questa entità ha avuto nel tempo diverse nomenclature. L'elenco che segue indica alcuni tra i sinonimi più frequenti:
A
- Thalictrum adiantifolium Eichwald (1830)
- Thalictrum agreste Kar. & Kir. (1841)
- Thalictrum appendiculatum C.A. Meyer in Ledeb. (1830)
- Thalictrum arenarium Butcher in Butcher & Strudwick (1930)
- Thalictrum arpadinum Borbás (1893)
- Thalictrum arrigens Jordan (1860)
- Thalictrum aurigeranum Baillet & Timb.-Lagr. (1864)

B
- Thalictrum babingtonii Butcher in Butcher & Strudwick (1930)
- Thalictrum billotii F.W. Schultz ex Jordan (1864)

C
- Thalictrum caffrum Eckl. & Zeyh. (1987)
- Thalictrum calcareum Jordan (1847)
- Thalictrum capillare Reichenb. (1832)
- Thalictrum chinense Freyn,
- Thalictrum collinum Wallr
- Thalictrum cuneatum Cadevall

D - E
- Thalictrum depauperatum Dumort. (1868)
- Thalictrum elatum Jacq.

F
- Thalictrum flavovirens Ledeb. (1841)
- Thalictrum flexuosum Bernh (1815)
- Thalictrum frigidum Arvet-Touvet (1871)

G
- Thalictrum glaucum Schrader, non Desf. ex DC. (1817)
- Thalictrum globiferum Ledeb. (1841)
- Thalictrum grenieri Arvet-Touvet (1871)

J – K - L
- Thalictrum jacquinianum Koch (1844)
- Thalictrum kamtschaticum Nylander (1844)
- Thalictrum kemense Fries (1817)
- Thalictrum kochii Fr. (1981)
- Thalictrum ledebourianum C.A. Meyer ex Rupr. (1869)

M
- Thalictrum medium Jacq.
- Thalictrum microphyllum Sennen (1839)
- Thalictrum minutissimum Timb.-Lagr. & Gautier in Timb.-Lagr. (1875)
- Thalictrum montanum Sennen, non Wallr. (1822)
- Thalictrum monticola Jordan (1860)
- Thalictrum montserratense (Pau) Cadevall
- Thalictrum mucronatum Ledeb. (1841)

N –  O
- Thalictrum nutans DC. in Lam. & DC. (1805)
- Thalictrum oreites Jordan (1860)

P
- Thalictrum parviflorum Salisb. (1796)
- Thalictrum polyspermum Arvet-Touvet (1871)
- Thalictrum praecox Jordan (1847)
- Thalictrum praeflorens Jordan (1860)
- Thalictrum pyrenaicum Jordan (1860)

S
- Thalictrum sibiricum C.A. Meyer (1753)
- Thalictrum silvaticum W.D.J.Koch
- Thalictrum stenocarpum Timb.-Lagr. (1874)
- Thalictrum subglabrum Sennen

T- U
- Thalictrum transsilvanicum Schur (1981)
- Thalictrum umbrosum Butcher in Butcher & Strudwick (1930)

V
- Thalictrum vergens Sennen
- Thalictrum verlotii Arvet-Touvet (1871)
- Thalictrum viperinum Andrz. (1832)
- Thalictrum virens Willk,
- Thalictrum virescens Timb.-Lagr,
- Thalictrum vulgatum F.W. Schultz (1846)

### Specie simili
Le specie più simili a quella di questa voce sono quelle appartenenti al Gruppo di Th. minus:
- Thalictrum foetidum L.: è una pianta provvista di ghiandole peduncolate e si riconosce per l'odore sgradevole che emana.
- Thalictrum majus Crantz: è la pianta più alta del gruppo (fino a 120 cm); anche i segmenti fogliari sono più larghi (10 – 30 mm).
- Thalictrum saxatile DC.: le foglie sono addensate a metà fusto, mentre è praticamente nudo verso l'infiorescenza.

## Usi
Il Thalictrum minus è interessato da diversi studi e ricerche sull'enzima Reticulina ossidasi (chiamato anche “berberina”).

### Farmacia
Anticamente, secondo la medicina popolare, a queste piante venivano attribuite diverse proprietà medicamentose. Ad esempio l'infuso delle foglie, o un decotto della radice, veniva usato nel trattamento delle febbri. Ora non più in quanto sono considerate tossiche e nocive alla salute umana. Infatti queste piante (nelle radici) contengono un colorante giallo tossico, una volta usato per colorare la lana, la ”macrocarpina”. Anche il bestiame al pascolo evita di mangiare le foglie di questa pianta.

### Coltivazione
Viene considerata una pianta invasiva in quanto se il terreno è “giusto” (non troppo pesante) si diffonde facilmente ed essendo una pianta avida inibisce la crescita delle piante vicine, in particolare dei legumi.  Inoltre è una specie altamente polimorfica, difficile da trattare tassonomicamente per ottenere delle specie più adatte alla coltivazione.